# لیوبومیر اوگنیانوویچ
لیوبومیر اوگنیانوویچ (انگلیسی: Ljubomir Ognjanović؛ ۲۱ اکتبر ۱۹۳۳ – ۲۸ مهٔ ۲۰۰۸) بازیکن فوتبال اهل یوگسلاوی بود.